# Kleyne luyden
De kleyne luyden was ten tijde van de Republiek de benaming van het "gewone volk", dat niet behoorde tot de adel, regentenklasse of burgerij: ambachtslui, lage ambtenaren, kleine kooplieden, boeren en arbeiders met een vaste aanstelling en inkomen. Onder hen stond het graauw of janhagel, gepeupel: dagloners, zeelieden, zwervers, eenieder zonder vast inkomen. Boven hen stond de burgerij: artsen, dominees, advocaten, grote kooplieden en boeren.
De "kleyne luyden" waren het gedeelte van de lagere burgerij dat behoorde tot de gereformeerde publieke godsdienst. Doorgaans waren zij prinsgezind, in tegenstelling tot de hogere burgerij die eerder staatsgezind was.
Door de maatschappelijke verhoudingen in haar ontwikkeling beperkt (wat klein was moest klein blijven) vonden de contraremonstranten met hun doctrine van predestinatie veel gehoor bij dit volksdeel: Ieder mens wordt met een bepaald doel geboren en heeft geen vrije wil om hiervan af te wijken. Ook de Afscheiding van 1834 vond haar basis bij de Kleine Luyden.
De Bataafse Revolutie van 1795 betekende niet direct een emancipatie van dit volksdeel. Ambten stonden nu in principe open voor alle burgers, maar in de praktijk bleef het de maatschappelijke bovenlaag die het bestuur domineerde. En het snelle economische verval in de Franse tijd bracht deze klasse zonder reserves tot verarming. Zij verwelkomden het herstel van het Huis van Oranje-Nassau en hoopten op de terugkeer van de oude tijden.
De oprichter van de Anti-Revolutionaire Partij (ARP), Abraham Kuyper had zijn orthodoxe geloof gevonden bij de kleine luyden, toen hij van 1864 tot 1867 predikant was in Beesd. Aan het eind van zijn leven zei hij dat zijn 'bekering' vooral te danken was aan zijn omgang met het rechtzinnige, orthodox-gelovige kerkvolk, waarbij hij met name wees op mevrouw Pietje Baltus. 
Kuyper wilde de gereformeerde middenstanders, boeren, arbeiders en lagere ambtenaren de stem geven die ze onder het censuskiesrecht niet hadden. Zo zou hij Nederland kunnen bevrijden van het negentiende-eeuwse liberalisme en terugwinnen voor de conservatieve politiek. De traditionele achterban van de ARP wordt daarom wel benoemd als "de kleyne luyden".
In de jaren 1970 maakte regisseur Willy van Hemert een tv-serie onder de naam Dynastie der kleine luyden.